# Giovanni Battista Torré
Giovanni Battista Torre (décédé en 1780) était un artificier italien, également marchand d'estampes et d'instruments scientifiques, dont la carrière s'est principalement déroulée entre Paris et Londres. Ses magasins et son imprimerie ont fonctionné de 1760 à 1799, plus tard avec son fils Anthony Torré, sous le nom de Torre & Co. (ou aussi sous le nom de Torrés ou occasionnellement sous le nom de Torri ).

## Biographie
Giovanni Battista (également connu sous le nom de Giambattista ou Jean-Baptiste) Torre aurait été formé auprès du peintre et décorateur de théâtre Servandoni. Il se spécialise dans la pyrotechnie et devient un des artificiers les plus en vue d'Europe.
Dans les années 1750, il se trouve à Londres où il collabore avec la famille Brock pour la création des feux d'artifice des Marylebone Gardens. Il se rend à Paris à la fin de la décennie et y ouvre en 1760 un Cabinet de Physique Expérimentale, spécialisé dans le commerce de baromètres, instruments scientifiques (qu'il importe d'Angleterre), d'estampes et de livres.
En 1764, il ouvre, toujours à Paris, le petit Vauxhall, installé porte Saint-Martin.
De retour à Londres au cours des années 1770, il crée avec Philippe Jacques de Loutherbourg divers spectacles pour Marylebone Gardens.
Il meurt à Paris en 1780.

## Activités

### Le commerce d'estampes
Giovanni Battista Torre se lance dans le commerce d'estampes dans les années 1760. Son fils Anthony va particulièrement développer l'activité dans ce domaine, en ouvrant à Londres une première boutique en 1767, puis une seconde, à Paris cette fois, rue Saint-Honoré, en association avec Charles Ciceri. L'association est dissolue en 1782 et Anthony déménage son commerce porte Saint-Antoine, près de la Bastille. Associé avec Paul Colnaghi, d'origine milanaise, il ouvre une nouvelle boutique dans l'enceinte du Palais Royal, rapidement reprise par Pascal Noseda, un opticien et marchand d'estampes.